# Armanaz
Armanaz (tiếng Ả Rập: أرمناز) là một thị trấn ở phía tây bắc Syria, một phần hành chính của quận Harem, thuộc Tỉnh Idlib. Nó nằm cách Idlib 20 km về phía tây bắc gần biên giới Syria - Thổ Nhĩ Kỳ. Các địa phương gần đó bao gồm Salqin, Harem và Kafr Takharim ở phía bắc và Idlib, Ma'arrat Misrin và Saraqib ở phía đông nam.
Theo Cục Thống kê Trung ương Syria, Armanaz có dân số 10.296 người trong cuộc điều tra dân số năm 2004. Cư dân của nó chủ yếu là người Hồi giáo Sunni. Thị trấn là trung tâm hành chính của Armanaz Subdistrict (nahiyah), bao gồm 12 ngôi làng với dân số kết hợp là 27.267.
Armanaz nổi tiếng với ngành công nghiệp sản xuất thủy tinh. Đây là ngôi làng duy nhất ở miền bắc Syria chuyên về nghề thủ công này, nó đã được chuyên môn từ thời cổ đại. Nó cũng nổi tiếng với nó ô liu lùm cây, dầu ô liu và gốm.

## Lịch sử

### Thời cổ đại
Tên "Armanaz" có nguồn gốc từ trước Semitic. Nó có thể là cảnh tượng của thành phố Tarmanazi cổ đại của người Assyria. Theo nhà sử học Carl Joham Lamm, các nguồn tin cổ xưa cho biết Armanaz được thành lập bởi những người thợ thủy tinh từ một thị trấn gần Tyre (Liban ngày nay) có cùng tên.

### Thời trung cổ
Trong 1098 người Hồi giáo Seljuk cai trị của Antioch, Yaghi-Siyan, đã bị giết trong Armanaz, sau đó là một tài sản của Maarrat Misrin, trong khi thoát thành phố khi việc bắt giữ lân cận Antioch bởi Crusaders. Armanaz trở thành một thị trấn thập tự chinh được gọi là "Emine" hoặc "Eminas" trong thế kỷ thứ 11. Trong thời kỳ cai trị của Ayyubid vào đầu thế kỷ 13, nhà địa lý người Syria Yaqut al-Hamawi đã viết rằng ngôi làng Armanaz là "một thị trấn cổ và nhỏ, cách Halab (Aleppo) khoảng 5 giải đấu. Họ làm ở đây những cái bình và bình uống, có màu đỏ và mùi rất ngọt. " 
Nhà sử học Hồi giáo thời trung cổ Izz al-Din ibn Shaddad al-Halabi đã đề cập đến Armanaz là một trong 22 pháo đài bị bỏ hoang hoặc bị hủy hoại ở vùng Aleppo, có khả năng bị phá hủy trong cuộc xâm lược của người Mông Cổ ở Syria vào giữa thế kỷ 13 và không được xây dựng lại bởi người Mamluks giành được quyền lực trong khu vực trong thời gian đó.

### Kỷ nguyên hiện đại

Bản đồ của Armanaz Subdistrict, ở tỉnh Idlib.

Trong cuộc nổi dậy chống Pháp do Ibrahim Hananu lãnh đạo năm 1919, các chiến binh của Hananu đã quản lý Armanaz và bằng cách làm việc với cựu lãnh đạo đô thị của nó, đánh thuế đối với chủ đất, chủ gia súc và nông dân để hỗ trợ nỗ lực của phiến quân. Từ Armanaz, chính quyền của Hananu mở rộng đến Harem, Jisr al-Shughur, Kafr Takharim và Idlib với cùng một quy trình đánh thuế và quản lý được lặp lại ở các đô thị đó.
Đầu những năm 1960, đây là một ngôi làng lớn với khoảng 3.000 người.
Sau nhiều tuần đụng độ vào mùa hè năm 2012, trong cuộc Nội chiến Syria đang diễn ra, phiến quân đối lập đã bắt Armanaz từ Quân đội Syria vào ngày 20 tháng 6.